# Élections législatives srilankaises de 2000
Les élections législatives srilankaises de 2000 ont été convoquées par la présidente Chandrika Kumaratunga le 10 octobre 2000.
Ces élections ont été marquées par la violence : Soixante-dix personnes ont été tuées au cours de la campagne, dont six le jour des élections.
La People's Alliance restera au pouvoir, mais perd sa majorité. Le blocage qui s'ensuit mènera un an plus tard aux élections législatives anticipées de 2001.

## Contexte
Le gouvernement de la People's Alliance a dirigé le Sri Lanka depuis six ans et commença à faire face à des critiques croissantes sur deux fronts : une série de défaites militaires face des Tigres de libération de l'Eelam tamoul dans la guerre civile du pays et d'une économie de plus en plus défaillante.
Les parties de l'United National Party et du Sri Lanka Muslim Congress ont accusé la People's Alliance de fraude électorale et d'intimidation.
Comme c'était le cas pour la plupart des élections depuis 1983, très peu de bulletins de vote ont été déposés dans les parties du pays détenues par les LTTE.

## Système électoral
Les élections législatives ont lieu tous les six ans pour élire les 225 membres du Parlement. Le pays est divisé en 22 districts électoraux, et chaque district se voit attribuer un nombre spécifique de sièges en fonction de sa population, avec 196 sièges. Lors de l'élection, les partis se disputant dans un district donné se voient attribuer un certain nombre de sièges en fonction du nombre de votes obtenus. Les 29 sièges restants sont répartis entre les partis politiques sur la base du pourcentage au vote national reçu par chaque parti.
Comme le Sri Lanka était une ancienne colonie britannique, et un ancien dominion du Commonwealth, le pays pratique le système de Westminster, couplé avec du bipartisme. Il y a donc un parti politique vainqueur, dont le chef deviendra le nouveau Premier ministre, et un chef de l'opposition. Comme il est impossible pour un simple parti politique d'obtenir la majorité parlementaire, le pays fonctionne avec des alliances de partis.
Ces alliances changent régulièrement à chaque élection, mais ce sont les 2 même partis politiques cingalais qui se partagent le pouvoir depuis 30 ans :
- La gauche socialiste représentée par l'United People's Freedom Alliance, dont l'ancien nom était la People's Alliance.
- La droite conservatrice représentée par l'United National Front for Good Governance, dont les anciens noms étaient l'United National Front, et l'United National Party.

## Résultats
Résumé du résultats des élections législatives de 2000
| Alliances et parties  | Alliances et parties | Votes      | %        | Chaises  | Chaises  | Chaises |
| Alliances et parties  | Alliances et parties | Votes      | %        | District | National | Total   |
| --------------------- | --- | ---------- | -------- | -------- | -------- | ------- |
|                       | People's Alliance - Ceylon Workers' Congress1 - Parti communiste du Sri Lanka - Desha Vimukthi Janatha Party - Lanka Sama Samaja Party - Mahajana Eksath Peramuna - Sri Lanka Freedom Party - Sri Lanka Mahajana Pakshaya - Sri Lanka Muslim Congress | 3 900 901  | 45,11 %  | 94       | 43       | 107     |
|                       | United National Party - Democratic Workers' Congress - National Workers' Congress - United National Party - Up-Country People's Front | 3 477 770  | 40,20 %  | 77       | 12       | 89      |
|                       | Janatha Vimukthi Peramuna | 518 744    | 6,00 %   | 8        | 2        | 10      |
|                       | Tamil United Liberation Front | 106 033    | 1,23 %   | 5        | 0        | 5       |
|                       | Muslim National Unity Alliance - Sri Lanka Muslim Congress | 197 983    | 2,29 %   | 3        | 1        | 4       |
|                       | Eelam People's Democratic Party | 50 890     | 0,59 %   | 4        | 0        | 4       |
|                       | Tamil Eelam Liberation Organization | 26 112     | 0,30 %   | 3        | 0        | 3       |
|                       | Sinhala Heritage | 127 863    | 1,48 %   | 0        | 1        | 1       |
|                       | Independents | 67 288     | 0,78 %   | 1        | 0        | 1       |
|                       | All Ceylon Tamil Congress | 27 323     | 0,32 %   | 1        | 0        | 1       |
|                       | New Left Front | 32 275     | 0,37 %   | 0        | 0        | 0       |
|                       | Ceylon Workers' Congress | 23 013     | 0,27 %   | 0        | 0        | 0       |
|                       | Democratic People's Liberation Front - People's Liberation Organisation of Tamil Eelam | 20 848     | 0,24 %   | 0        | 0        | 0       |
| Votes valides         | Votes valides | 8 647 668  | 100,00 % | 196      | 29       | 225     |
| Votes rejetés         | Votes rejetés | 481 155    |          |          |          |         |
| Nombre de votes       | Nombre de votes | 9 128 823  |          |          |          |         |
| Électeurs enregistrés | Électeurs enregistrés | 12 071 062 |          |          |          |         |
| Participation         | Participation | 75,63 %    |          |          |          |         |